# Quaqua bayeriana
Quaqua bayeriana är en oleanderväxtart som först beskrevs av Peter Vincent Bruyns, och fick sitt nu gällande namn av D.C.H. Plowes. Quaqua bayeriana ingår i släktet Quaqua och familjen oleanderväxter. Inga underarter finns listade i Catalogue of Life.